# Гелла Вуолійокі
Е́лла Марі́я Му́ррік (ест. Ella Maria Murrik), з 1908 Ге́лла Марі́я Ву́олійокі (фін. Hella Maria Wuolijoki), псевдоніми Юхані Тервапяя (Juhani Tervapää) і Фелікс Тулі (Felix Tuli); * 22 червня 1886, Хельме, Ліфляндська губернія, Російська імперія — † 2 лютого 1954, Гельсінкі, Фінляндія) — фінська письменниця, драматургиня, політична діячка та підприємиця естонського походження.

## Біографія
Елла Марі Муррік народилася в Хельме у сім'ї правника Ернста Мурріка і Катаріни Кокамяґі. Мала брата Альберта Леонгарда (1891—1962) і сестер Аннетте (1888—1964), Емму Амалію (1893—1983) та Нііну (1897—1947).
Згодом родина переїхала до Валги, де Елла у 1897 році пішла до школи. 1904 року закінчила гімназію в Тарту й вступила до Гельсінського університету, де студіювала фольклористику, історію і російську мову та літературу. У 1905-му, з вибухом революції в Росії, Елла Муррік стала на позиції соціалістичного світогляду й вступила до Соціал-демократичної студентської спілки. У той час познайомилася з юристом Суло Вуолійокі (Vuolijoki), членом Соціал-демократичної партії Фінляндії, що приятелював із Володимиром Леніним та Отто Вілле Куусіненом. Здобувши вищу освіту в 1908-му, Елла Муррік того ж року одружилася з Вуолійокі. Згодом вона знову вступила до того ж університету — на юридичний факультет, але в 1914-му мусила перервати навчання через те, що почалася Перша світова війна. У 1923 році Гелла Вуолійокі розлучилася з чоловіком і відтоді писала своє прізвище з літери W.
Вуолійокі була марксисткою, але ніколи не належала до комуністичної партії й не мала зв'язків із комуністичним підпіллям у Фінляндії. Історик Юкка Сеппінен пояснив це тим, що Геллі Вуолійокі було легше провадити шпигунську діяльність і домагатися кращих результатів, будучи не в підпіллі, а на видноті, «в салоні». Натомість Ерккі Туоміоя, внук Гелли Вуолійокі, фінський державний і політичний діяч, ствердив, що ліві погляди його бабусі суто абстрактні й мають в основі гуманізм та почасти романтизм.
У 1920-1930-х роках Вуолійокі мала «політичний салон» лівого спрямування. У квітні 1940 року, завдяки своїм добрим стосункам з далеко не лівим прем'єр-міністром Рісто Рюті, домоглася надання посвідки на проживання у Фінляндії для Бертольта Брехта і його сім'ї. На основі її начерків Брехт у тому ж році написав п'єсу «Пан Пунтила і його слуга Матті»; в 1946 році п'єсу поставив робітничий театр у Фінляндії під назвою «Господар маєтку Ісо-Хейкілле і його слуга Каллі», при цьому як учасниця була вказана Вуолійокі.
Фінська поліція підозрювала Вуолійокі в шпигунстві на користь СРСР, проте доказів не було аж до 1943 року, коли вона була заарештована за приховування радянського парашутиста і засуджена до довічного ув'язнення. У 1944 році, після закінчення  радянсько-фінської війни, була випущена на свободу.
Гелла Вуолійокі була членкинею фінського парламенту і в 1946—1947 роках очолювала фракцію  Демократичного союзу народу Фінляндії (SKDL). З 1945 по 1949 роки працювала директором фінського радіо.
Найбільш відомі літературні твори — цикл Ніскавуорі: «Жінки Ніскавуорі», «Хліб Ніскавуорі», «Молода господиня Ніскавуорі» та ін. У 1952 році була нагороджена вищою державною нагородою Фінляндії для діячів мистецтв — медаллю «Pro Finlandia».
Її сестра Сальме була з 1922 року одружена з Раджані Палмом Даттом. Її дочка Ваппу була одружена з фінським політиком і дипломатом Сакарі Туоміоя; її онук — фінський політик Ерккі Туоміоя.

## Власні твори
- Talulapsed (1912, ест.) — «Сільські діти», п'єса
- Udutagused (1914) — «Ті, що за туманом», роман
- Koidula (1932) — «Койдула»
- Ministeri ja kommunisti (1932) — «Міністр і комуніст»
- Laki ja järjestys (1933) — «Закон і порядок»
- Kultuurivalssi (1935) — «… вальс»
- Niskavuoren naiset (1936) — «Жінки з Ніскавуорі»
- Justiina (1937) — «Юстина»
- Juurakon Hulda (1937) — «…Гульда»
- Niskavuoren leipä (1939) — «Хліб Ніскавуорі»
- Niskavuoren nuori emäntä (1940) — «Молода господиня Ніскавуорі»
- Enkä ollut vanki (1944) — «Я не була ув'язнена»
- Koulutyttönä Tartossa (1945) — «Школярка в Тарту»
- Yliopistovuodet Helsingissä (1945) — «Університетські роки в Гельсінкі»
- Kuningas hovanarrina (1945) — «Королівський блазень»
- Kuningas ja hovanarri (1946) — «Король і блазень»
- Kummitukset ja kajavia (1947) — «Привиди і…»
- Työmiehen perhe (1949/50) — «Робітнича сім'я»
- Salaperäinen sulhanen (1950) — «Загадковий наречений»
- Niskavuoren Heta (1950) — «Гета з Ніскавуорі»
- Entäs nyt, Niskavuori? (1953) — «Що тепер буде з Ніскавуорі?»
- Minusta tuli liikenainen (1953) — «Я стала діловою жінкою»

Prosa: Udutagused (1914); Enkä ollut vanki. Tuokiokuvia vankilasta (1944; Fånge var jag aldrig, 1945); Koulutyttönä Tartossa vuosina 1901−1904. Juhani Tervapään yksinpuheluja aikojen draamassa I (1945; En skolflicka i Dorpat. Åren 1901−1904. Min monolog i tidens drama I, 1946); Ylioppilasvuodet Helsingissä 1904−1908. Juhani Tervapään yksinpuheluja aikojen draamassa II (1945); Kummituksia ja kajavia. Muistelmia Eino Leinosta ja Gustaf Mattsonista (1947); Minusta tuli liikenainen eli ”valkoinen varis”. Juhani Tervapään yksinpuheluja aikojen draamassa III (1908−1918); Työmiehen perhe. Työmies Rantasen perheen kronikka vuosilta 1895−1945 (1970). Diktverk: Sõja laul (1915; Sången om kriget 2007). Teaterpjäser och hörspel: Talulapsed (1912; Talonlapset, 1914); Ministeri ja kommunisti (1931, ”Ministern och kommunisten”); Koidula (1932); Laki ja järjestys (1933); Kulkurivalssi (1935); Niskavuoren naiset (1936; ”Kvinnorna på Niskavuori”, 1978); Palava maa (1936); Vastamyrkky (1936); Justiina (1937); Juurakon Hulda (1937); Naiset ja naamarit (1937, en av tre pjäser övers. ”Primavera – eller apotekerskans lyckodröm”, 1948); Vihreä kulta (1938); Vastamyrkky (1939; Motgift, 1946); Niskavuoren leipä (1938; Niskavuoris bröd, 1978); Niskavuoren nuori emäntä (1940, ”Unga värdinnan på Niskavuori”, 1941); Parlamentin tytär (1941); Häijynpuoleisia pikkunäytelmiä (1945); Kuningas hovinarrina (1945); Tuntematon tuomari (1945); Iso-Heikkilän isäntä ja hänen renkinsä Kalle (tills. med Bertolt Brecht 1946; Husbonden på Iso-Heikkilä och hans dräng, 1961); Hetamuorin pitkä reissu (1948); Oppinut kissa kultaisessa ketjussa (1949); Työmiehen perhe (1949−1950); Ei se ollut rakkautta (1950); Omalla ajalla (1950); Salaperäinen sulhanen (1950; Den hemliga fästmannen, 1952); Niskavuoren Heta (1950; ”Heta från Niskavuori”, 1977); Kallen kalossit eli korvapuusti (1951); Kuunsilta (1951); Entäs nyt, Niskavuori (1953; ”Hur skall det gå med Niskavuori?”, 1978); Sahanpuruprinsessa (1965).